# Ruth Andreas-Friedrich
Ruth Andreas, más conocida como Ruth Andreas-Friedrich (Berlín, 23 de septiembre de 1901 – Múnich, 17 de septiembre de 1977) fue una periodista alemana y miembro de la resistencia antinazi en su país.
De joven fue miembro del movimiento Wandervogel, un movimiento popular de grupos juveniles alemanes que existió entre 1896 a 1933, que protestaba contra la industrialización yendo a caminar por el campo y comulgando con la naturaleza en el bosque. Luego se formó como trabajadora social y también escribió artículos para varios periódicos. En 1924 se casó con Otto A. Friedrich. La pareja tuvo una hija, Karin, pero luego se divorció.
Con su hija y su compañero durante la Segunda Guerra Mundial, Leo Borchard un director de orquesta ruso que era director musical de la Orquesta Filarmónica de Berlín, ayudó a los judíos amenazados de deportación por los nazis proporcionándoles alojamiento, documentos de identidad falsificados y cupones de racionamiento para alimentos. El grupo también ayudó a otros judíos a escapar de Alemania y distribuyó folletos que abogaban por la resistencia a Hitler. Borchard fue asesinado en agosto de 1945 por un soldado estadounidense después de que su conductor no se detuviera en un puesto de control militar en Berlín. 

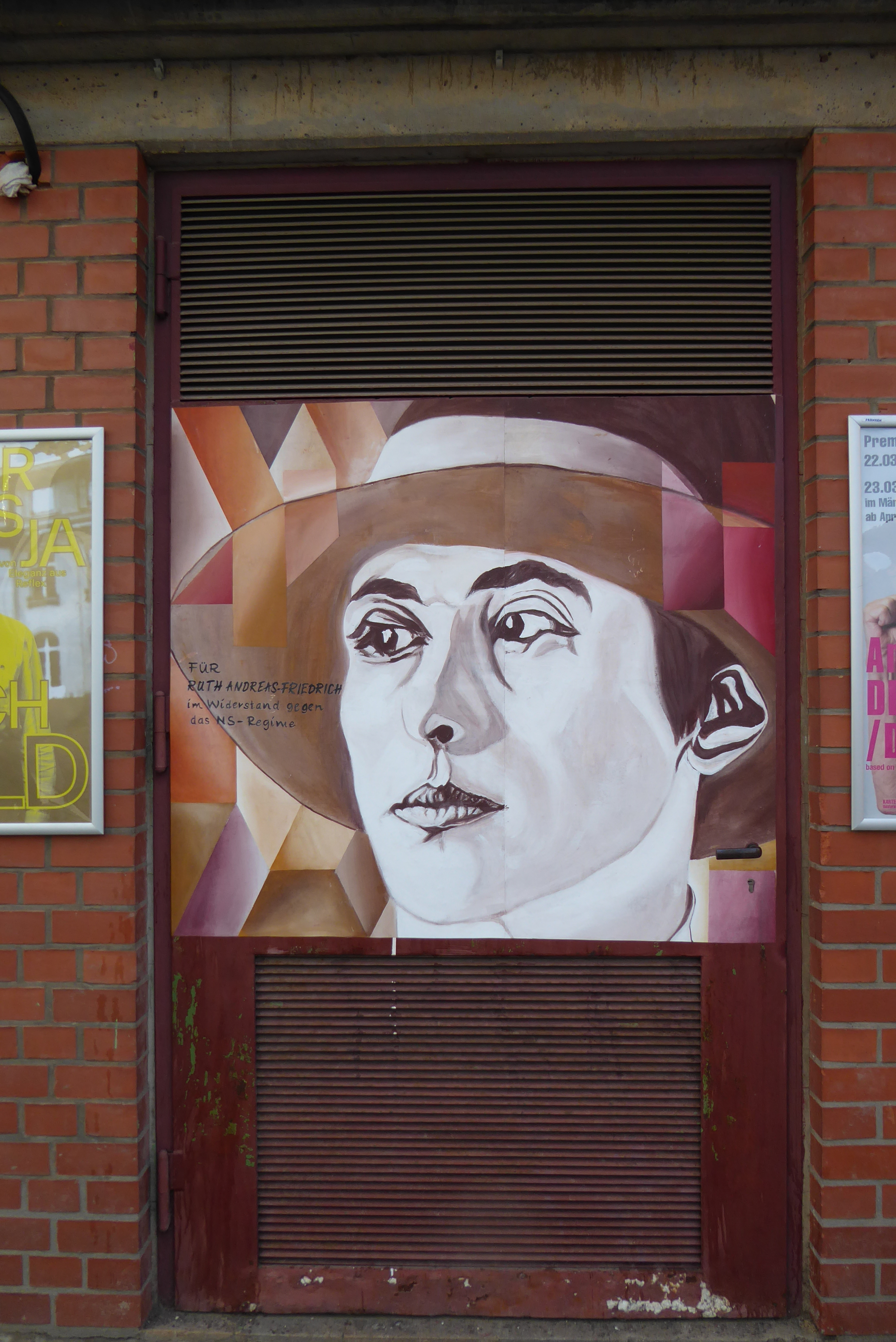
Graffiti para Ruth Andreas-Friedrich en Frankfurt.

En 1947 publicó una memoria de sus diarios Berlin Underground 1938-1945. En 1962 siguió un segundo libro, Battleground Berlin: Diaries 1945-1948.
En 1948 se trasladó a Múnich. Allí se casó con Walter Seitz, quien también había participado en la red de resistencia durante la guerra.
Andreas-Friedrich se suicidó en Múnich a la edad de 75 años.
Fue honrada póstumamente por Yad Vashem como Justa de las Naciones en 2002.